# Tragopa frontalis
Tragopa frontalis är en insektsart som beskrevs av Leon Fairmaire. Tragopa frontalis ingår i släktet Tragopa och familjen hornstritar. Inga underarter finns listade i Catalogue of Life.